# Pseudis cardosoi
A Pseudis cardosoi a kétéltűek (Amphibia) osztályának békák (Anura) rendjébe és a levelibéka-félék (Hylidae) családjába tartozó faj.

## Előfordulása
A faj Brazília endemikus faja. Természetes élőhelye a szubtrópusi vagy trópusi időszakosan elárasztott síkvidéki rétek, édesvízi tavak és mocsarak, legelők, pocsolyák.